# Blue & Grey
«Blue & Grey» es una canción del grupo surcoreano BTS, incluida en su quinto álbum de estudio Be (2020). Las discográficas Big Hit y Columbia la lanzaron el 20 de noviembre de 2020 como el tercer tema del disco. Suga, RM, J-Hope, Metaphor, Park Ji-soo, Levi, V y Hiss Noise la escribieron, mientras que estos cuatro últimos se encargaron de la producción. Es una balada pop cuya letra reflexiona sobre la depresión, el agotamiento, la ansiedad y la soledad a causa de la pandemia de COVID-19 usando los colores azul y gris.
En general, «Blue & Grey» recibió reseñas positivas por parte de los críticos musicales, quienes elogiaron la letra —que muestra un lado más vulnerable del grupo—, la producción y la interpretación vocal de BTS. Además, algunos escogieron al tema como el más destacado de Be. Comercialmente llegó a ser uno de los más exitosos del álbum, ya que alcanzó el número trece en la Billboard Hot 100 en Estados Unidos y el noveno puesto en la Billboard Global 200. Asimismo, fue el más vendido a nivel mundial en la semana en la que se estrenó y entró en las listas de otros diez países, entre ellos Hungría y Corea del Sur.

## Antecedentes y lanzamiento
El 10 de noviembre de 2020, BTS publicó a través de sus redes sociales la lista de canciones de su quinto álbum de estudio en coreano Be, en la que se reveló que «Blue & Grey» estaría en el disco. Suga, RM, J-Hope y Metaphor la escribieron junto con V, Levi, Park Ji-soo y Hiss Noise —quienes también trabajaron en su producción—. Los dos últimos tocaron la batería y el segundo de ellos se ocupó del arreglo de cuerdas y la instrumentación de guitarra, piano y clarinete; V cantó el coro; Pdogg hizo el arreglo de las voces, además de desempeñarse como ingeniero de grabación con J-Hope, RM y Suga; y Yang Ga realizó la mezcla en los estudios de Big Hit en Seúl.
Dos meses antes del lanzamiento de Be, se mostró por primera vez un adelanto en el reality show del grupo In the Soop. Posteriormente, en una entrevista con el diario Korea JoongAng Daily, el coproductor Park Ji-soo (NIve) comentó que conoció a V a través del cantante surcoreano Paul Kim, con quien había colaborado previamente en «The Reason for My Spring» (2020). Los dos programaron sesiones de composición en su estudio, donde decidieron crear «una buena canción» juntos. «Blue & Grey» fue uno de los resultados de esas reuniones y, aunque originalmente iba a formar parte del mixtape de V y la letra estaba en inglés,  tras escucharla los integrantes de BTS la incluyeron en Be. Finalmente salió al mercado el 20 de noviembre de 2020 como el tercer tema del álbum.

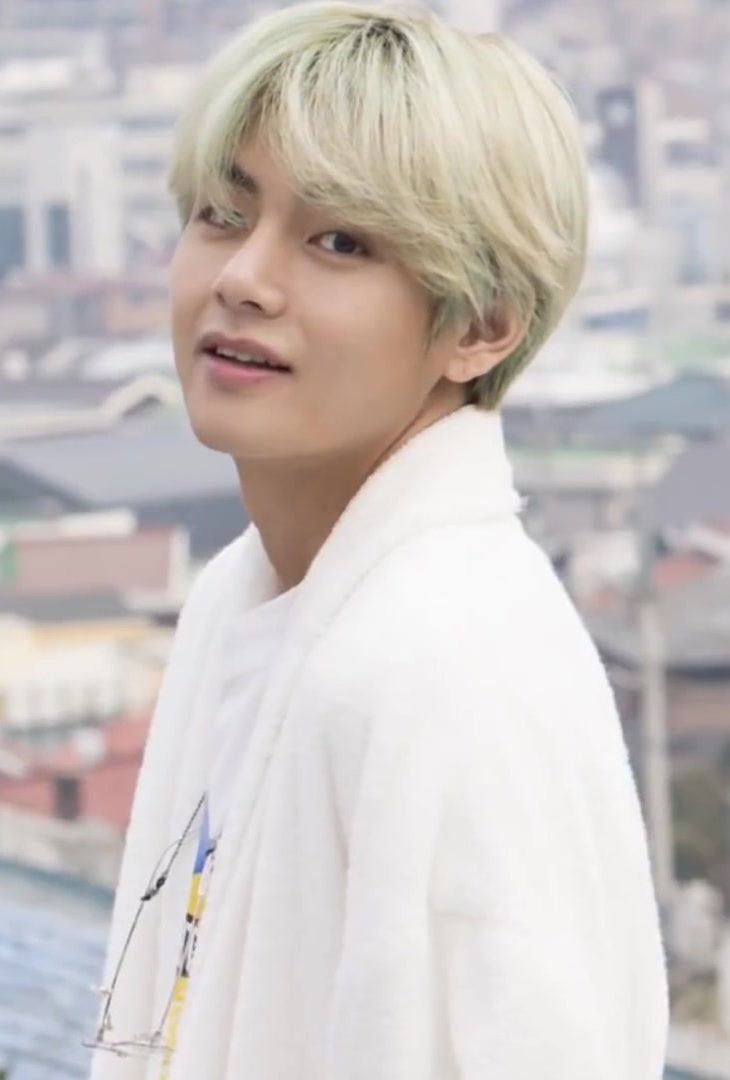
El miembro de BTS V (en la imagen) coescribió y coprodujo «Blue & Grey».

## Composición
| Intenté expresar mi propia tristeza e incertidumbre (...) La melodía de la canción es simple, así que presté mayor atención a transmitir emociones a través de las letras. —V hablando sobre «Blue & Grey» en MTV Unplugged. |

Musicalmente, «Blue & Grey» es una balada pop «melancólica» con una duración de cuatro minutos con catorce segundos, escrita en la clave de sol sostenido mayor con un tempo de 122 pulsaciones por minuto. Tiene un arreglo de cuerdas «cinemático» y una producción «exigua pero delicada» que incluye una guitarra acústica junto a pianos «centelleantes». Además, emplea spoken-word y «segmentos de rap» intercalados con voces «inquietantes» —similares al «canto de las ballenas»—, «entrecortadas», con «crooning» y acordes «gélidos». La canción usa los colores azul y gris para ilustrar la depresión y la ansiedad.
En la letra también explora temas como el miedo, el agotamiento y la soledad causada por la pandemia de COVID-19. Al iniciar, V confiesa desalentado: «Alguien venga y sálveme, por favor / solo un suspiro de un día agotador». Le sigue una exhalación perceptible de Jungkook, quien guía el verso con una voz entrecortada mientras reflexiona sobre el color azul y su tristeza. A continuación, Suga hace una «pesada espiración» similar antes de interpretar su rap en un patrón de rimas «relajado» y Jimin presta un tenor «lastimero» y «alegre». Kat Moon de la revista Time notó que un sonido con la letra «h» se repite tanto en coreano como en inglés y lo asoció con la «idea central de suspirar profundamente por el cansancio». Mientras que Aja Romano de Vox consideró a los toques de las voces como melodías «pop reconfortantes» y señaló que se utilizaron para crear una sensación de «familiaridad entre el artista y el oyente». Asimismo, en la letra BTS suplica por felicidad y habla de una soledad dolorosa, con frases como «Solo quiero ser más feliz / ¿estoy siendo demasiado codicioso?», y le recuerda a la audiencia que aún puede ser optimista: «En el futuro lejano, si alguna vez sonrío / Te lo haré saber».

## Recepción

### Comentarios de la crítica
«Blue & Grey» recibió reseñas generalmente positivas por parte de los críticos musicales. Por ejemplo, August Brown para Los Angeles Times la nombró «una de las canciones ejemplares de la era de "pop-pandémico"» y comentó que actúa como «una pieza de bedroom emo impecable, magníficamente armonizada, pero nunca pretenciosa o abrumadora». Jochan Embley de Evening Standard la denominó «el momento más sentimental del disco, que marca todas las casillas para todas las sensaciones». Similarmente, en un artículo para NME, Rhian Daly elogió la interpretación vocal de BTS, escogió a «Blue & Grey» como «el tema más devastador del álbum (...) en términos que son completamente vulnerables» y señaló que «el arco redentor es más extenso, bajo y difícil de identificar». Lenika Cruz de The Atlantic calificó a la canción como un «arrullo emotivo de medianoche», además de opinar que «evidencia la voracidad estilística de BTS», mientras que Chris DeVille para Stereogum consideró que es «la única verdadera slow jam» en Be. También destacó los «detalles en la producción y en la composición» y concluyó que es parecida a «Linkin Park y Sigur Rós juntándose para escribir una canción de Boyz II Men». En cambio, Aja Romano de Vox alabó la «calidad confesional» de la letra y aclamó las voces emotivas y «preciosas» del grupo, que encontró semejantes al «equivalente melódico de una sesión de ASMR».
Para Kat Moon de Time, «Blue & Grey» fue «el tema más emocionalmente directo del álbum», en tanto que Raisa Bruner dijo que era «el más poético e introspectivo de Be» y valoró el balance creado por Suga y J-Hope, quienes «modularon su rap para encajar con el tono bajo y suave» de la canción. En The Quietus, Verónica A. Bastardo expresó que es «un enfoque acogedor sobre la ansiedad en el que voces susurrantes cantan puramente sobre la depresión». Emma Saletta de MTV News la describió como un «enfoque nuevo para una balada» y reconoció tanto la honestidad de BTS como la mezcla de sus voces con guitarra acústica. En una reseña para The Independent, Annabel Nugent la citó como «un himno apto para los estados de ánimo triste y sexy del confinamiento». Eva Zhu para Exclaim! la definió como «desgarradora» y resaltó los temas líricos porque «es muy fácil identificarse con ellos». Asimismo, Neil Z. Yeung de AllMusic la llamó «aplastante» y aplaudió la «vulnerabilidad e intimidad» de BTS. En un artículo publicado por The Arts Desk, Peter Quinn mencionó que «Blue & Grey» es «conmovedora» y añadió que «ofrece un momento de reflexión conmovedor en relación a la pandemia». Lexi Lane de NBC News observó que es la canción «la manera de la banda de mostrar a millones de fanáticos a nivel mundial que todos también han estado teniendo pensamientos negativos». Por otro lado, Sophia Ordaz para Slant Magazine la calificó como una balada «bonita».

### Recibimiento comercial
En Estados Unidos, «Blue & Grey» debutó en el número trece en la Billboard Hot 100 —la sexta entrada más alta de BTS en la lista hasta ese momento—, además de alcanzar el segundo lugar tanto en la Digital Song Sales como en la World Digital Song Sales. En su semana de apertura se comercializaron 69 000 copias, por lo que fue la segunda canción con mayor número de ventas en ese periodo, superada únicamente por «Life Goes On». En Canadá, llegó hasta las posiciones 64 y 5 en la Canadian Hot 100 y en la Hot Canadian Digital Song Sales respectivamente. En Reino Unido apareció en el noveno puesto en la UK Indie Chart y en el 66 en la UK Singles Chart, de manera que se convirtió en el tercer tema del álbum en ingresar en este último conteo, después de «Life Goes On» y «Dynamite», mientras que en Irlanda estuvo en el número 76 en la Irish Singles Chart. Por otro lado, en Corea del Sur ocupó el sexto lugar en la Billboard K-pop Hot 100 y el 24 en la Gaon Digital Chart, en tanto que en Japón estuvo inicialmente en la posición 98 en la Billboard Japan Hot 100, en la edición del 30 de noviembre de 2020, y una semana después ascendió a la ubicación 52. También estuvo entre los cinco principales en Malasia y Singapur.
En la Billboard Global 200, que monitorea los temas con mayor número de compras por descargas digitales y streams en más de 200 territorios, «Blue & Grey» se situó en la novena posición con más de 26.8 millones de streams y 87 000 unidades distribuidas a nivel mundial. Fue la canción más vendida de la semana del 5 de diciembre de 2020, así como la tercera de Be y de BTS, en general, en estar entre las diez primeras del ranking. Asimismo, entró en el puesto 15 en la Billboard Global Excl. U.S.

## Posicionamiento en listas
| Lista (2020)                              | Mejor posición |
| ----------------------------------------- | -------------- |
| Canadá (Hot 100)                          | 64             |
| Canadá (Hot Canadian Digital Song Sales)  | 5              |
| Corea del Sur (Gaon)                      | 24             |
| Corea del Sur (K-pop Hot 100)             | 6              |
| Estados Unidos (Billboard Hot 100)        | 13             |
| Estados Unidos (Digital Song Sales)       | 2              |
| Estados Unidos (World Digital Song Sales) | 2              |
| Estados Unidos (Rolling Stone Top 100)    | 12             |
| Hungría (MAHASZ Single)                   | 2              |
| Irlanda (IRMA)                            | 76             |
| Japón (Japan Hot 100)                     | 52             |
| Lituania (AGATA)                          | 49             |
| Malasia (RIM)                             | 3              |
| (Billboard Global 200)                    | 9              |
| (Billboard Global Excl. U.S.)             | 15             |
| Nueva Zelanda (Recorded Music NZ)         | 7              |
| Reino Unido (UK Indie)                    | 9              |
| Reino Unido (UK Singles)                  | 66             |
| Singapur (RIAS)                           | 5              |

| Hungría (Single Top 40) | 91 |

## Certificaciones y ventas
| Japón (RIAJ) | Plata | 30 000 000 |

## Créditos y personal
Créditos adaptados de Tidal y las notas de álbum de Be.
| - BTS: voces principales - V: composición, producción - Park Ji-soo: composición, producción, guitarra, piano, cuerdas, clarinete, batería - Hiss Noise: producción, composición, batería, edición digital - Levi: composición, producción - RM: composición, arreglo de rap, ingeniería de grabación | - Suga: composición, arreglo de rap, ingeniería de grabación - J-Hope: composición, arreglo de rap ingeniería de grabación - Metaphor: composición - Pdogg: arreglo vocal, ingeniería de grabación - Yang Ga: ingeniería de mezcla |